# 高涣
高涣（533年—558年），字敬寿，北齐神武帝高欢第七子，生母韩智辉。

## 生平
史称他天姿雄杰，俶傥不群，幼童时代，常自称有大将之才略。高欢夸赞喜欢他说：“此儿像我。”长大后，力能扛鼎，材武绝伦。对左右说：“人不可无学，但要不为博士耳。”所以读书能知梗概，但不深入研习。元象年间，封平原郡公。高澄遇害时，高涣尚年幼，在西学，听到宫中喧哗，大惊道：“大哥必遭大难！”弯弓而出。武定末年，任冀州刺史，在冀州政績良好。
天保元年六月癸未（550年7月4日），高渙晉封為上党王，历任中书令、尚书左仆射。与常山王高演等筑伐恶诸城。他们聚集邺下轻薄少年，欺凌郡县，被法司纠劾。文宣帝高洋杀死他左右数人，高涣也被谴责。天保六年（555年），率众送梁王萧渊明回江南，破东关，斩杀梁朝特进裴之横等人，威名盛隆。天保八年（557年）四月，任为录尚书事。
當初有术士称亡高者黑衣，于是从高欢之後，每每出行，不想见佛僧，因为他们是黑衣。当时高洋去晋阳，以忌讳的事问左右：“什么东西最黑？”回答：“没有什么比得过漆。”高洋以高涣是父亲的第七子，派庫真都督破六韩伯昇到邺城徵召高涣。高涣至紫陌桥，杀死破六韩伯昇逃跑，渡河被土著抓住执送文宣帝。高洋用铁笼把他和与永安王高浚一起盛起来，按置地牢下。一年后，高涣与高浚一起被杀，时年二十六岁。将他的王妃李氏嫁给了冯文洛，冯文洛是高家的旧奴，积劳位至刺史，高洋令冯文洛等杀高涣，所以以高涣王妃嫁给他。
至乾明元年（560年），高殷即位，将二王余骨安葬，追赠高涣為司空，谥号為「刚肃」。敕令李氏回高涣府第。而冯文洛不同意。李氏在阶下数落冯文洛：“遭难流离，以至大辱，志操寡薄，不能自尽，幸蒙恩诏，得反藩闱。汝是谁家孰奴，犹欲见侮！”于是冯文洛受杖一百，流血洒地。

## 嗣子
高涣並无嫡子，庶长子高寶嚴於河清二年（563年）承袭爵位，位至金紫光禄大夫、开府仪同三司。